# 石川県の自然地理一覧
石川県の自然地理一覧（いしかわけんのしぜんちりいちらん）は、石川県の山、川、湖・沼、海岸・湾、島、平野・丘陵を一覧形式でまとめたものである。

## 山

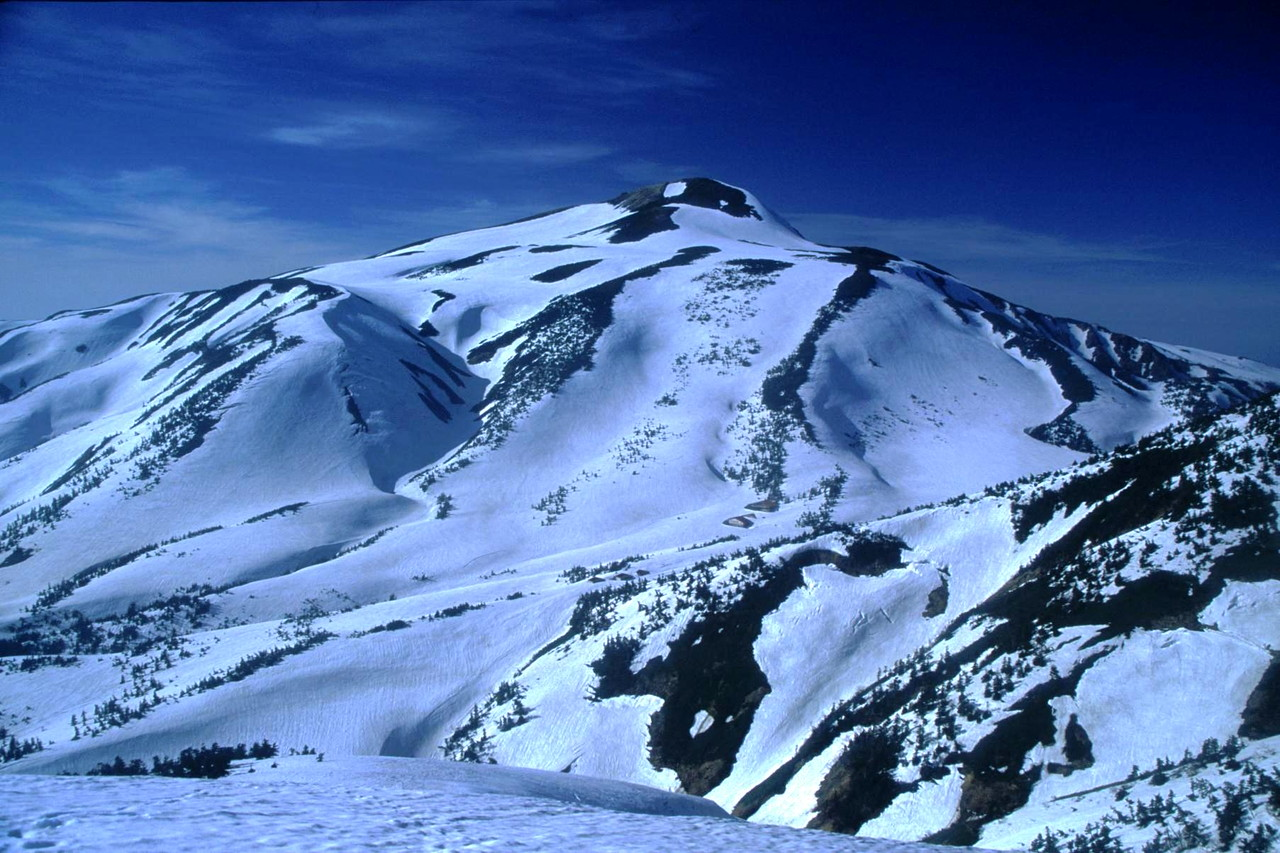
白山

石川県で最も高い山は、白山（標高2,702m）である。
加賀地方
- 両白山地（加越山地）
  - 医王山・大門山・見越山・奈良岳・大笠山・笈ヶ岳・三方岩岳・白山・別山・三ノ峰・赤兎山

金沢市内
- 野田山・卯辰山・成ヶ峰・高三郎山・満願寺山・医王山・大門山・奈良岳

能登地方
- 宝達山・石動山・高洲山

## 川

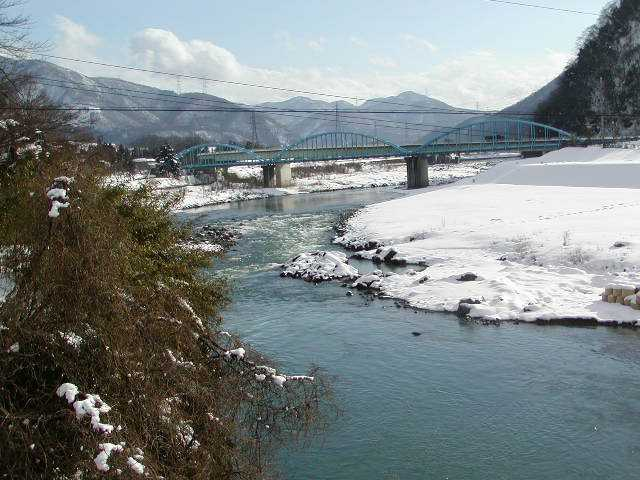
手取川

石川県で最も長い川は、手取川（全長65.65km）である。

### 一級水系
- 手取川
  - 尾添川・柳谷川・三ツ谷川・大道谷川・百合谷川・赤谷川・下田原川・瀬波川・大日川・直海谷川
- 梯川
  - 前川・八丁川・鍋谷川・仏大寺川・滓上川・郷谷川

### 二級水系
- 大聖寺川
- 犀川
  - 内川・倉谷川・伏見川・十人川・安原川・木曳川
- 大野川
  - 浅野川・森下川・金腐川・大徳川・大宮川
- 大海川
- 町野川

## 湖・沼

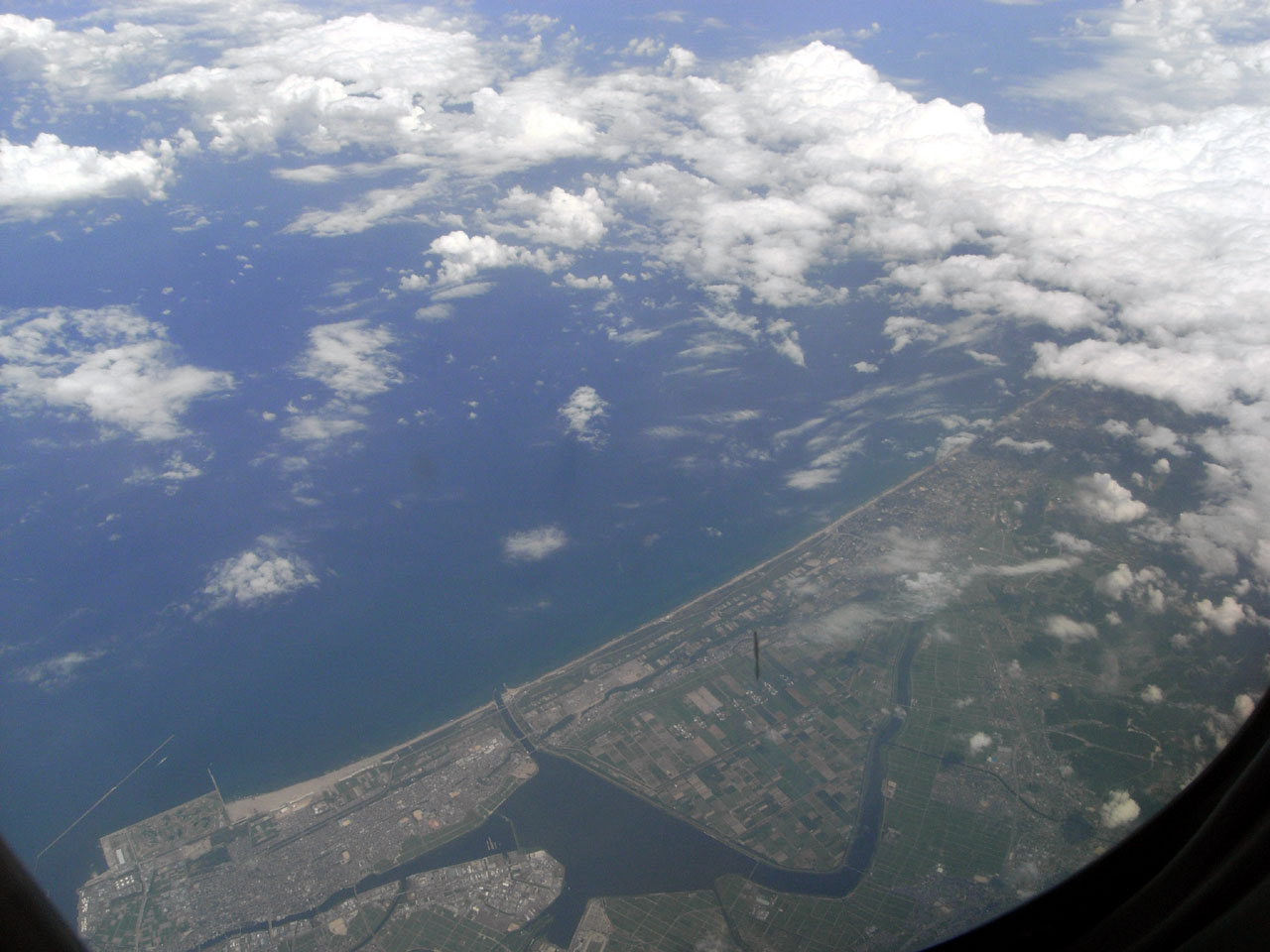
河北潟

石川県で最も広い湖沼は、河北潟（面積4.13km²）である。
- 北潟湖（潟湖）
- 片野鴨池（ラムサール条約登録湿地）
- 加賀三湖（潟湖）
  - 柴山潟・今江潟・木場潟
- 河北潟
- 邑知潟

## 海岸・湾
- 七尾湾
- 富山湾
- 内灘海岸（内灘砂丘）
- 琴ヶ浜海岸
- 能登金剛
- 曽々木海岸
- 恋路海岸

## 島
- 七ツ島
- 舳倉島
- 見附島
- 能登島

## 平野・丘陵
- 金沢平野
- 宝達丘陵